# 杉田沙緒里
杉田 沙緒里（すぎた さおり、1984年3月15日 - ）は、東京都出身のタレント、グラビアアイドル。J-OFFICE主宰の芸能人女子フットサルチーム『OMIASHI』のメンバーである。

## 略歴
2007年2月から芸能人女子フットサルチーム「ミスマガジン」に所属。背番号は「5」。同年、ミスマガジン2007フットサル賞を受賞。2009年にはZAK THE QUEEN2009にエントリーされるも、グランプリ受賞はならなかった。
ミスマガチームには2011年の活動休止まで所属し、2012年3月よりOMIASHIへ移籍（背番号は「15」）。同年11月27日、所属していたシャイニングウィルを退所したことをブログで発表。現在はフリーで活動している。

## 人物
- 趣味は漫画喫茶に行くこと。フットサルをしない時はよく行くという[2]。
- 特技はサッカー、バスケットボール、バレーボール。
- 好きなキャラクターはスティッチ。
- 猫好きだが猫アレルギー。
- 2歳上の姉がいる[4]。
- ニックネームは「スギ」[5]。

## 出演

### テレビ
- スペシャルドラマ夢をかなえるゾウ(男の成功篇)（2008年10月2日 日本テレビ/読売テレビ) - 水着モデル

## 作品

### イメージビデオ
- キラリ☆キックオフ（2007年9月21日、CCRE）

### デジタル写真集
- 杉田沙緒里 デジタル写真集（アスペクトデジタルメディア）